# MIXED EMOTIONS (sarahの曲)
「MIXED EMOTIONS」（ミックスド・エモーションズ）は、sarahの6枚目のシングル。1998年1月25日にPHOTONから発売された。

## 概要
- 日本テレビ系列で放送されたテレビドラマ『亀岡中学教師ご一行様』の主題歌として使用された[2]。
- 2023年3月22日より、サブスクリプションサービスでの配信が開始された[3]。

## 収録曲
（全編曲：NADÈGE）
1. MIXED EMOTIONS [4:17]
作詞：増山龍太、作曲：Nadège Cellier
  - 日本テレビ系テレビドラマ『亀岡中学教師ご一行様』主題歌[2]
2. FADE IN… [4:55]
作詞：増山龍太、作曲：GÉOPPO・sarah・Nadège Cellier
3. BEFORE THE RAIN [2:16]
作曲：sarah・Abou el fida
4. MIXED EMOTIONS -ambient mix- [4:25]
作詞：増山龍太、作曲：Nadège Cellier
5. MIXED EMOTIONS -instrumental- [4:22]
6. FADE IN… -album version instrumental- [8:19]

## 収録アルバム
| 曲名           | 収録アルバム        | 発売日        | 規格品番  |
| -------------- | ------------------- | ------------- | --------- |
| MIXED EMOTIONS | 『真昼の夢 夜の庭』 | 1998年8月26日 | WPC6-8391 |
| FADE IN…       | 『真昼の夢 夜の庭』 | 1998年8月26日 | WPC6-8391 |